# کینبریک (ویرجینیای غربی)
کینبریک (به انگلیسی: Canebrake) یک منطقهٔ مسکونی در ایالات متحده آمریکا است که در شهرستان مک‌داول، ویرجینیای غربی واقع شده‌است.